# Nils Bielke (Kammerherr)

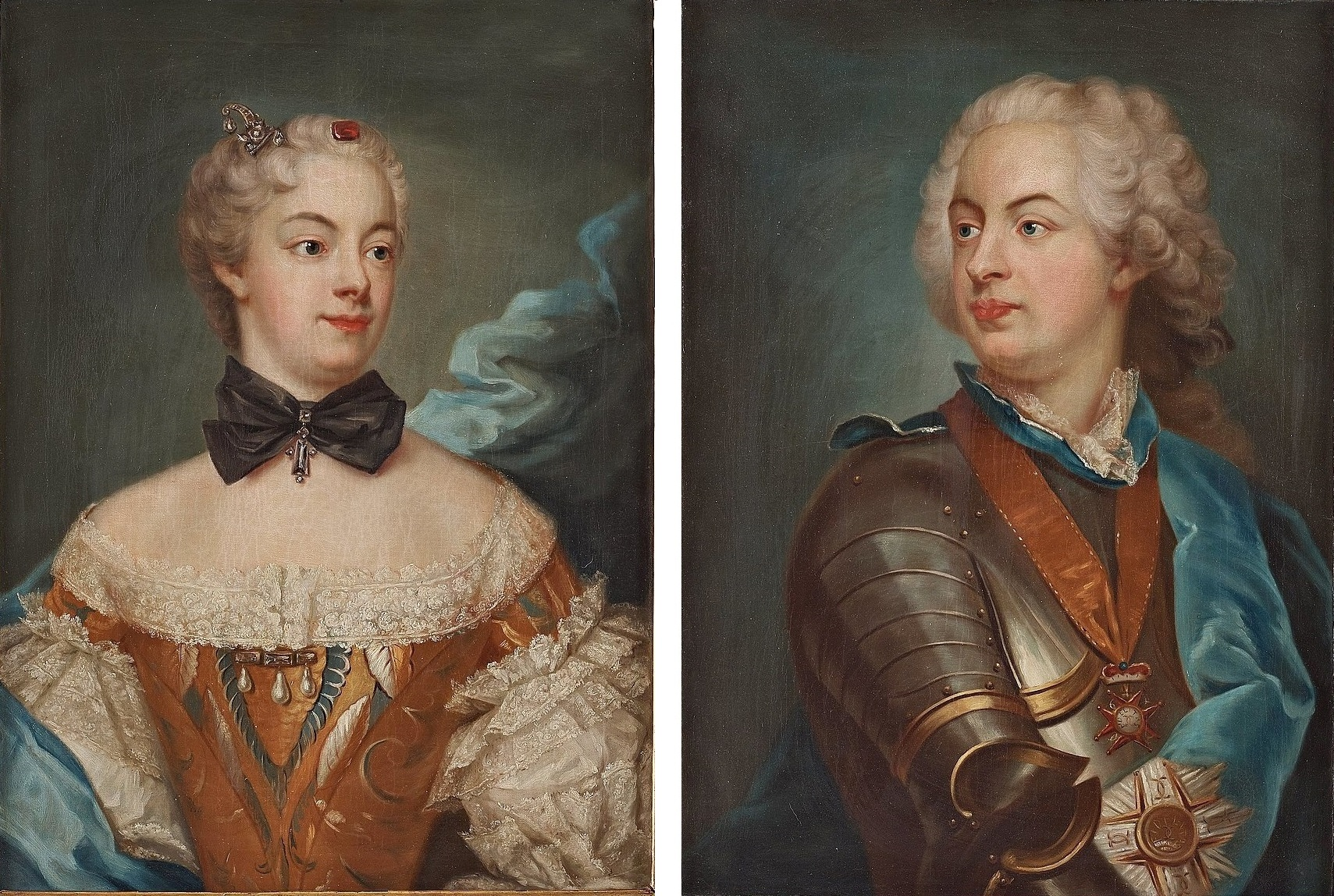
Nils Bielke und seine Frau Hedvig geb. Sack, Porträts von Johan Henrik Scheffel, vor 1730

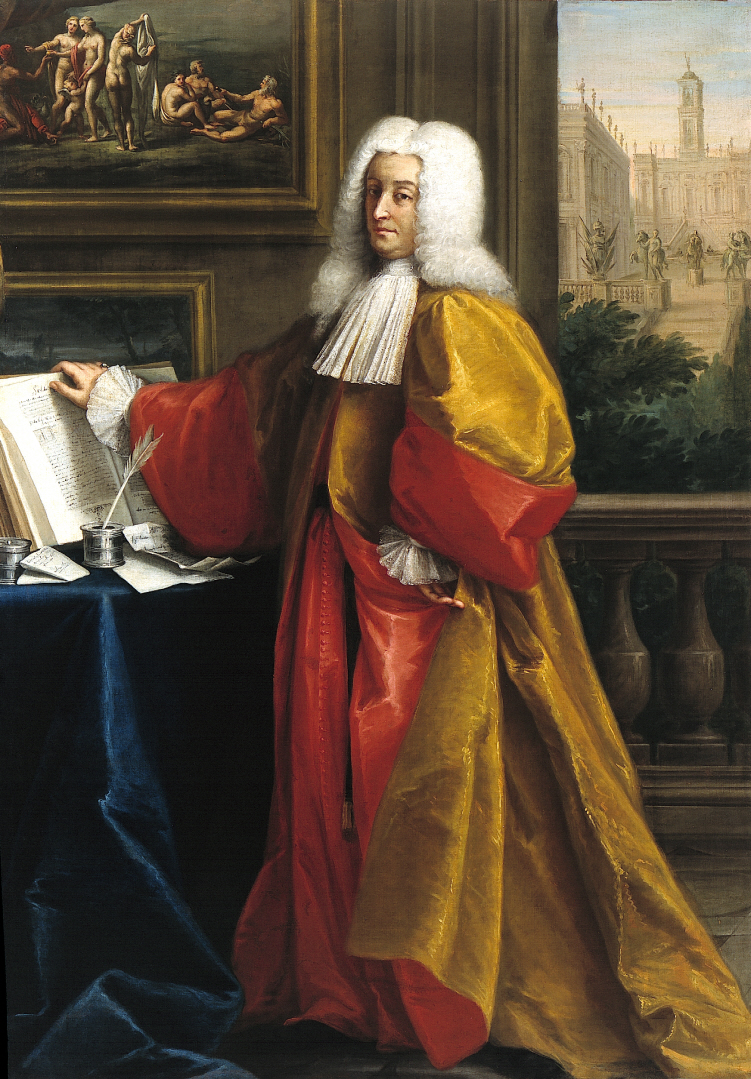
Nils Bielke als römischer Senator, Porträt in Amtstracht, ca. 1760, Museo di Roma; im Hintergrund der Senatorenpalast

Nils Bielke, deutsch auch Nikolaus von Bielke, italienisch Nicolò Bielke (* 17. Januar 1706 in Stockholm; † 12. Juni 1765 in Rom) war ein schwedischer Graf. Nach seiner Konversion zur römisch-katholischen Kirche wurde er päpstlicher Kammerherr und Senatore di Roma.

## Leben
Nils Bielke entstammte dem schwedischen Uradelsgeschlecht Bielke. Er war der älteste Sohn des schwedischen Offiziers und Gesandten Reichsgraf Carl Gustaf Bielke und dessen Frau Brita Sofia Horn von Marienborg. Der General Nils Bielke war sein Großvater.
Er wuchs bei seiner Großmutter väterlicherseits auf und kam mit vierzehn Jahren nach Paris, wo sein Vater schwedischer Gesandter am französischen Hof war. Bereits im Alter von 16 Jahren wurde er zum Kammerherrn ernannt. In den folgenden Jahren studierte er in Straßburg, wo er mehr und mehr dem Katholizismus zuneigte. Sine Eltern versuchten dies durch die Hochzeit mit Hedvig Elisabet Sack (1708–1760) zu verhindern, einer Tochter des Oberstleutnants Carl Filip Sack und der Gräfin Christina Beata Lillie. Sie heirateten 1727 und lebten gemeinsam in Paris.
Um das kostspielige Leben in der französischen Hauptstadt zu finanzieren, reiste Hedvig Elisabet 1729 nach Schweden zurück, um dort ihren Landbesitz zu verkaufen. Ihre Verwandtschaft hinderte sie daran, weshalb sie in Schweden blieb und er konnte mit ihr nur noch brieflich korrespondieren konnte. Das Paar blieb kinderlos. In Frankreich naturalisiert, zog er daraufhin nach Rom, wo er am 26. Juni 1731 zur römisch-katholischen Kirche konvertierte und mit großen Ehren aufgenommen wurde. 1735 wurde er päpstlicher Kammerherr. Zwei Jahre später ernannte ihn Papst Clemens XII. zum Senatore di Roma. Dieses weitgehend zeremonielles Amt war das höchste, das ein Laie im Kirchenstaat erreichen konnte. 1740 wurde er Ritter des Malteserordens.
Sein aufwändiges Grabmal, das ihm sein Freund der Kardinal Antonio Casali 1768 setzen ließ, findet sich in der schwedischen Nationalkirche in Rom Santa Brigida.